# 광고 게임
광고 게임(advergame)은 비디오 게임 광고의 한 형태로, 비디오 게임은 브랜드 제품을 광고할 목적으로 기업에 의해 개발되거나 기업과 긴밀한 협력을 통해 개발된다. 다른 비디오 게임은 게임 내 광고(예: 가상 광고판의 광고 또는 게임 내 개체의 브랜딩)를 사용할 수 있지만, 광고게임은 IAB(Interactive Advertising Bureau)에 의해 "제품을 중심으로 특별히 설계된 게임 또는 광고되는 서비스"이다. 광고 게임은 광고의 한 유형으로 간주된다.
광고 게임은 일반적으로 이러한 게임에 포함될 수 있는 설득력 있는 메시지에 더 잘 반응하는 경향이 있는 미성년자를 대상으로 한다. 이러한 광고 게임이 어린이의 습관, 특히 식품 기반 제품에 영향을 미칠 수 있다는 우려가 부모와 어린이 옹호자들에 의해 제기되었다.